# 依存症
依存（いぞん、いそん、英: dependence）とは、身体的依存を伴うもしくは伴わない、薬物や化学物質の反復的使用である。行動的依存、身体的依存、心理的依存は物質関連障害の特徴である。
日本語ではアルコール中毒、薬物中毒のように、中毒と呼ばれることも多いが、現在医学用語として使われる物質の毒性に対する急性中毒、慢性中毒（Intoxication）は、依存症とは異なる。たとえば腐った魚による食中毒は、まず依存症にはならないであろう。自ら進んで腐った魚を繰り返し食するようにはならないからである。
関連の用語として嗜癖（しへき、英: addiction）とは、物質使用を繰り返し、使用量が増加し、使用できない状態となると重篤な症状を呈し、使用に対する押さえがたい衝動が高まり、身体的・精神的悪化にいたる状態である。
渇望が生じている状態を「依存が形成された」と呼ぶ。依存対象の種類については、物質への依存（過食症、カフェイン依存症)や、ニコチン依存症やアルコール依存症といった薬物依存症、過程・プロセスへの依存（ギャンブル依存症、インターネット依存症、借金依存症）、人間関係や関係への依存（共依存、恋愛依存症、セックス依存症、依存性パーソナリティ障害など）があり、重大な精神疾患にいたるケースもある。
治療法としては、薬物療法、認知行動療法、動機づけ面接法などの有効性が確認されている。また、自助グループへの参加も推奨されている。

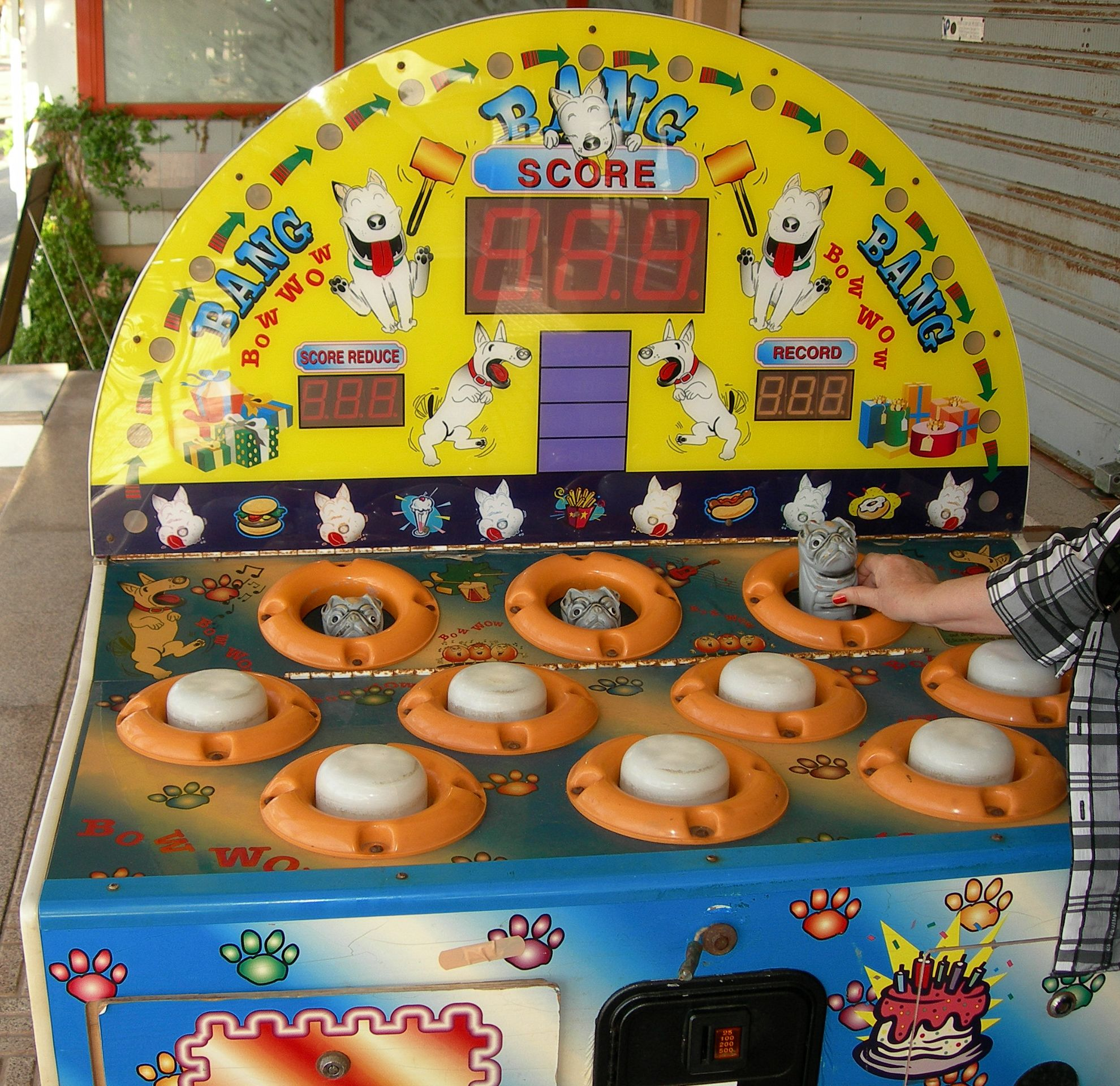
依存症はモグラ叩きに相似する。ひとつの種類の依存が収まると、別の種類の依存が出現する。

## 症状
依存症の症状は、精神症状（いわゆる“精神依存”）と身体的離脱症状（いわゆる“身体依存”）に分類される。精神依存はあらゆる物質（カフェイン、糖分など食品中に含むものも含め）や行為にみられるが、身体依存は必ずしも全ての依存に見られるわけではない。たとえば、薬物以外による依存では身体依存は形成されないし、また薬物依存の場合も身体依存を伴わない物質がある。
精神依存
使用の抑制ができなくなる。使用を中止すると、精神的離脱症状として強い不快感を持ち、該当物質を探すなどの行動がみられる。
身体依存
使用を中止することで痙攣などの身体的離脱症状（退薬症状、いわゆる禁断症状）が出現することがある。主にアルコール、モルヒネ、ニコチン、バルビツール酸系に見られることが知られている。
依存症の成立・悪化の要因としては次の三つの段階に応じて分類される。
個人要因
心理状態、報酬系機能、高位脳における抑制
対象要因
陶酔感誘発、有能感誘発、離脱症状
環境要因
共依存、手軽な入手手段（自動販売機）

## 心理学的な特徴

### 異常な執着
大量・長時間・長期間にわたって依存対象に異常に執着するため、重要な社会的・職業的・娯楽的活動を放棄・減少させる。また、精神的・肉体的・社会的問題が起こっても、対象に執着し続ける。動物実験でも、脳に電極を埋め込まれた出産後のラットは、子供を放置してまで報酬系への電気刺激を求めることが知られている。

### 否認
依存症患者は、病的な心理的防衛機制である「否認」を多用するため、しばしば依存症は『否認の病』とも言われる（否認言動は診断に必須ではない）。また、家族や恋人などが依存症患者に共依存している場合、共依存している者も否認を行う。
嗜癖性を持つ物質への依存では、離脱症状の発現を抑えることが病気利得となり、否認行動を強化する。このため、多くの嗜癖性物質は法的に厳しく規制されている（麻薬・覚せい剤・大麻など）。

### 衝動性
依存症患者の特徴として、衝動性や、近縁の心理特性である刺激追求（英: sensation seeking）が高いことが知られている。衝動性とは、「将来よくない結果をもたらす可能性があるにもかかわらず、目前の欲求を満たすために手っ取り早い行動を行ってしまう特性」のことである。喫煙に対する依存では禁煙場所での喫煙を注意された者・携帯電話に対する依存では電車内での通話を注意された者など、依存行為を阻止されたことにより発生する衝動的な暴力事件が起こっている。

### 行為の強化
報酬による行為の強化には、「行為A」のあとに必ず「報酬B」が与えられる定型的強化と、「行為A」のあと、気まぐれに「報酬B」が与えられる間欠的強化がある。間欠的強化のほうが、「行為A」への執着が高まることが知られており、これはギャンブル依存症発症の機序のひとつとされる。

## 治療
自助グループや家族会に参加する。または、保健所や精神保健福祉センターといった行政機関に相談し治療を開始する。
薬物療法、認知行動療法（CBT）、個人およびグループ心理療法、行動修正戦略、12ステップのプログラム、居住型治療施設などの治療法がある。

## 生物学的な病態
依存症は、中枢神経に作用する向精神物質によるもの（薬物依存症）と、ギャンブルなど特定の行動に対するもの（行為依存症）に大別できる。
前者では、摂取した依存性物質が、中脳辺縁系の脳内報酬系においてドパミン放出を促進し快の感覚を生じ、それが一種の条件づけ刺激になると考えられている。後者でも、特定の行為を行うことで、薬物依存と同様にドパミンを介したメカニズムで報酬系が賦活され快の感覚を感じ、条件づけにより依存が形成される。
薬物依存症の場合は、条件づけによる常習化以外にも、神経細胞が組織的、機能的に変質して薬物なしでは正常な状態が保てなくなる場合があり、この現象も薬物依存の形成に大きく関与していると考えられている。
依存症では脳の構造的・機能的変化が生じる。前頭前皮質では灰白質減少と活動低下により判断・抑制機能が障害される。線条体（特に尾状核と側坐核）では報酬系の反応性変化とドパミン受容体密度の異常が起こる。長期的な依存状態では扁桃体・海馬を含む辺縁系も機能変化し、情動と記憶に影響する。これらの変化は相互連関するが、これらの脳変化の多くは可塑的であり、依存回復過程では部分的に正常化することが確認されている。

### 耐性
依存性薬物の中には、連用することによって効きにくくなるものが多いが、これを薬物に対する耐性の形成と呼ぶ。薬物が効きにくくなるたびに使用量が増えていくことが多く、最初は少量であったものが最後には致死量に近い量を摂取するようになることすらある。このため、薬物の依存性の強さにはこの耐性の形成も大きく関わっているとされる。耐性が形成されやすい薬物として、アンフェタミンなどの覚醒剤、モルヒネなどのオピオイドなどが挙げられる。

### 離脱症状
離脱症状も依存の重要な要素である。依存に陥った者は、不愉快な離脱症状を軽減したり回避したりするため、同じ物質（または関連物質）を探し求め、摂取する。離脱症状のため、依存は強化される。
依存性を持つ物質は、ドパミン神経系（脳内の報酬系）を賦活することで作用するが、連用によりドパミン受容体がダウンレギュレーション（受容体の数を減らして適応すること）する。そのため、以前と同じ量の物質を摂取しても快の感覚が小さくなる。これが耐性である。
また、ダウンレギュレーションした状態では、外部からの物質摂取がないとドパミン系の神経伝達が低下した状態になる。この状態が離脱症状であり、自覚的には不安症状やイライラ感など不愉快な気分を生じる。
快感状態を伴わない依存も存在する。携帯依存などでは携帯によるコミュニケーションが妨げられている状態に置かれた際扁桃体により伝達された不安症状が海馬や大脳皮質と言った高位脳で抑制できなくなり、離脱症状に似た不安症状やイライラ感が生じることとなる。このような依存の場合、基本的に報酬系による快感状態からの離脱が不快の起点となるわけではなく、不安といったような不快そのものが起点となる。

### 遺伝的要因
依存症には、遺伝的要因も関与すると考えられている。たとえば、アルコールについては特定の遺伝子情報により依存化に対する耐性の強弱があると推測されている。喫煙においても同様の遺伝要因が推測されている。

## 症状の種類
物質依存（物に対する依存）、プロセス依存（行為・行動に対する依存）、関係依存（人に対する依存）に大別される。各依存症の正確な頻度は知られていない。たとえば喫煙依存症（またはニコチン依存症）は、日本では1800万人に上る。プロセス依存は、addiction アディクションと呼ばれる。

### 物質依存
- アルコール依存症[9]
- 喫煙依存症（ニコチン依存症[9]）
- カフェイン依存
- ベンゾジアゼピン依存症
- アドレナリン中毒
- 薬物依存症 - 麻薬 - 覚醒剤 - シンナー - 大麻[9]
- 摂食障害 - 過食症
  - 砂糖依存症 - ジャンクフード - 動物性脂肪 - タンパク加水分解物
- 借金依存症
- 潔癖症

### プロセス依存
- ギャンブル依存症 - パチンコ依存症[9]
- 買い物依存症[9]
- ネット中毒、パソコン依存症、インターネット依存症、携帯電話依存症、スマートフォン依存症
- ゲーム依存症
- テレビ中毒
- 仕事中毒
- 強迫的ホーディング

### 関係依存
- 共依存[9]
- 性依存症（セックス依存症、セックス中毒）
- 依存性パーソナリティ障害
- ドメスティックバイオレンス[9]
- 承認欲求

## 社会への影響
- 依存の形成された患者は、合法非合法問わず、その物質・行為を得ることのみに執着し、他の社会的責務を容易に放棄したり勉学意欲・勤労意欲などを喪失する。結果として、物質を得るための資金を入手するために犯罪行為を行ったり、借金したりすることをいとわなくなる
- 患者本人が困って医療を受診する前に、その周囲が困り果ててしまう[9]。
- 依存者は対象への欲求が高く、たとえ高額であっても入手しようとする。その結果需給バランスが崩れるために、依存対象の価格が高水準へ流れやすい。
- 依存が形成された者に対して、第三者が強制力をもって治療すること自体に公的費用がかかる。

このように社会に与える影響が大きいため、依存性の薬物の多くは法律や条例により所持使用や取引を禁止されている。他方、アルコールやタバコなどについては嗜好性が高いため、未成年の喫飲などを制限している。
アダルトチルドレンという言葉も、元来は「アルコール依存症の親の元で育った人」を意味し、重度の依存症が機能不全家族をもたらすことも問題視されている。

## カウンセリング
- リカバリーカウンセラー（依存症当事者で、専門的な心理的介入と社会福祉的介入技法を学び、国家資格を取ったカウンセラー）